# パラレル・ピクチャーズ
『パラレル・ピクチャーズ』（ぱられる・ぴくちゃーず）は、日本の女性歌手・鈴湯の1作目のアルバム。2014年2月26日にThe Hedgehog Projectから発売された。

## 概要
テレビアニメ『リトルバスターズ! 〜Refrain〜』のオープニングテーマ『Boys be Smile』を歌う、鈴湯のファーストアルバム。サウンドプロデュースは樫原伸彦が担当。通常盤と限定盤のジャケットが異なる2タイプ仕様で発売され、限定盤には『ワンダーアラウンド』ミュージックビデオが収録されたDVDが付属する。また、鈴湯が語る収録曲ごとのコメンタリーCD6種類が、数量限定の店舗特典で同梱された。
このファーストアルバムは、鈴湯自身がやりたいことを中心に制作され、映画のような作品をコンセプトとして作られた。

## 収録曲

### CD
1. ワンダーアラウンド [4:18]
作詞：鈴湯、作曲：樫原伸彦、編曲：難波研
2. Re;Starting [4:02]
作詞：うらん、作曲：山口朗彦、編曲：綿貫佳明
3. Unknown Sky [3:59]
作詞：こだまさおり、作曲・編曲：綿貫佳明
4. Through the Darkness [4:41]
作詞：こだまさおり、作曲・編曲：石川陽泉
5. 失墜のフラジャイル [6:23]
作詞・作曲：りみゆ、編曲：難波研・甘束まお、コーラス：甘束まお・難波研
6. Garden [5:11]
作詞：鈴湯、作曲：樫原伸彦、編曲：OdiakeS、コーラス：珠梨

### DVD（限定盤のみ）
1. ワンダーアラウンド -Music Video-
ディレクター：桑名大輔